# 3 (gruppo musicale britannico)
I 3, conosciuti anche come "Emerson, Berry & Palmer", sono stati un gruppo rock progressivo inglese di breve durata, formato da Keith Emerson (tastiere), Carl Palmer (batteria) e, l'unico statunitense, Robert Berry (basso, chitarre e voce).
Dopo un solo album, To the Power of Three (1988), la band si sciolse. Emerson e Palmer si riunirono a Greg Lake per l'album Black Moon (1992), mentre Berry formò gli Alliance.

## Storia
La band si esibì dal vivo, come "Emerson & Palmer" (Robert Berry era sul palco, ma sconosciuto) al concerto del 40º Anniversario della Atlantic Records, trasmesso nel 1988 su HBO; ma eseguì solo un lungo medley strumentale, composto da Fanfare for the Common Man (Copland), America (dal musical West Side Story, Bernstein) e Blue Rondo à la Turk (Brubeck) che poi divenne il bis degli ELP nei loro concerti degli anni novanta. In quell'occasione il gruppo non eseguì alcun materiale originale degli ELP senza Greg Lake, né alcun brano dei 3 poiché l'etichetta era la Geffen.
I 3 si esibirono in locali dal vivo per sostenere il loro album, To the Power of Three, del 1988. I tre musicisti in studio erano talvolta affiancati da Paul Keller (chitarre) e Jennifer Steele (cori). La loro scaletta consisteva principalmente di materiale tratto dal loro album, tra cui Runaway e un'estesa versione "jam" del brano Eight Miles High. Il gruppo ha fatto un arrangiamento diverso di Desde la vida e "jam" strumentali basati sulle cover degli ELP, tra cui Hoedown e Fanfare for the Common Man; ma non ha fatto alcuna composizione originale degli ELP. Nel set era inclusa anche una lunga ed elaborata cover di Standing in the Shadows of Love dei Four Tops.
Due album dal vivo furono pubblicati molti anni dopo, entrambi dalla RockBeat Records: Live Boston '88 (2015) e Live - Rockin' the Ritz (2017).
Nell'ottobre 2015, Emerson e Berry firmarono un contratto con la Frontier Records per registrare, finalmente, un seguente album denominato 3.2. La morte di Emerson, nel marzo dell'anno successivo, fermò il progetto. Tuttavia, nel luglio 2018, Berry pubblicò (come 3.2.) The Rules Have Changed, costruito da idee musicali contribuite da Emerson, ma prodotte ed eseguite da Berry.

## Musicisti
- Keith Emerson - tastiere
- Robert Berry - basso, chitarre, voce
- Carl Palmer - batteria, percussioni

### Musicisti dal vivo
- Paul Keller - chitarre
- Jennifer Steele - cori

## Discografia

### Album
Studio
- 1988: To the Power of Three[1]

Live
- 2015: Live Boston '88 (2 CD)
- 2017: Live - Rockin' the Ritz (2 CD)

### Singoli
- 1998: Talkin' Bout/La Vista[1]